# Pseudovolucella ochracea
Pseudovolucella ochracea är en tvåvingeart som beskrevs av Hull 1944. Pseudovolucella ochracea ingår i släktet Pseudovolucella och familjen blomflugor.
Artens utbredningsområde är Myanmar. Inga underarter finns listade i Catalogue of Life.